# DJ Woodmore
Daryl Raymond „DJ“ Woodmore Junior (* 31. Januar 1992) ist ein US-amerikanischer Basketballspieler.

## Werdegang
Der aus Virginia Beach im US-Bundesstaat Virginia stammende Woodmore spielte von 2010 bis 2014 an der Virginia Wesleyan University. 2024 wurde er in Anerkennung seiner in dieser Zeit gezeigten Leistungen in die Ruhmeshalle des Hochschulsports der Universität aufgenommen.
Woodmore wurde Berufsbasketballspieler und vom deutschen Drittligisten BIS Baskets Speyer verpflichtet. Nachdem er in der Saison 2015/16 im Durchschnitt 17,5 Punkte je Begegnung für Speyer erzielt hatte, wechselte er ins Nachbarland Frankreich zum Drittligaverein BC Gries Oberhoffen.
In der Saison 2017/18 war Woodmore in seinem Heimatland als Assistenztrainer an der Averett University im Bundesstaat Virginia tätig, während er dort nach seinem an der Virginia Wesleyan University beendeten Studium der Kommunikations- und Medienwissenschaft nun Betriebswirtschaftslehre studierte.
2018/19 spielte er wieder für Speyer, die Mannschaft war mittlerweile in die 1. Regionalliga abgestiegen. 2019 gelang die Rückkehr in die 2. Bundesliga ProB. 2020 verließ Woodmore Speyer erneut und stand ein Spieljahr bei den EPG Baskets Koblenz (2. Bundesliga ProB) unter Vertrag. 2021 schloss er sich abermals Speyer an. Er wurde Mannschaftskapitän und war wiederum uneingeschränkter Leistungsträger. Im Oktober 2024 kürte ihn das Fachmedium Eurobasket.com als einen der weltweit besten Korbschützen des Tages, nachdem er zuvor in einer Begegnung 40 Punkte erzielt hatte.